# Chiaka Ogbogu
Chiaka Sylvia Ogbogu (geb. 15. April 1995 in Newark, New Jersey, USA) ist eine US-amerikanische Volleyballspielerin auf der Position Mittelblock.

## Karriere
Ogbogu ist seit 2018 Teil der US-Nationalmannschaft. Damals debütierte sie beim Pan American Cup 2018 und gewann Gold. Im Finale gegen die Dominikanische Republik erzielte sie sieben der 17 Blocks des Teams und war mit insgesamt 21 Punkten die zweitbeste Punktesammlerin des Teams.
2019 gewann Ogbogu mit der Nationalmannschaft Gold bei der Volleyball Nations League. Ogbogu und das Team gewannen bei der nächsten Ausgabe der Spiele 2021 erneut Gold.
Bei den Olympischen Spielen 2020 in Tokio gewann sie die Goldmedaille und bei den Olympischen Spielen 2024 in Paris die Silbermedaille.
Für ihre Leistung bei diesen Olympischen Spielen erhielt sie – zusammen mit der Italienerin Anna Danesi – in Paris zudem die Auszeichnung als beste Mittelblockerin.